# Käsewähe

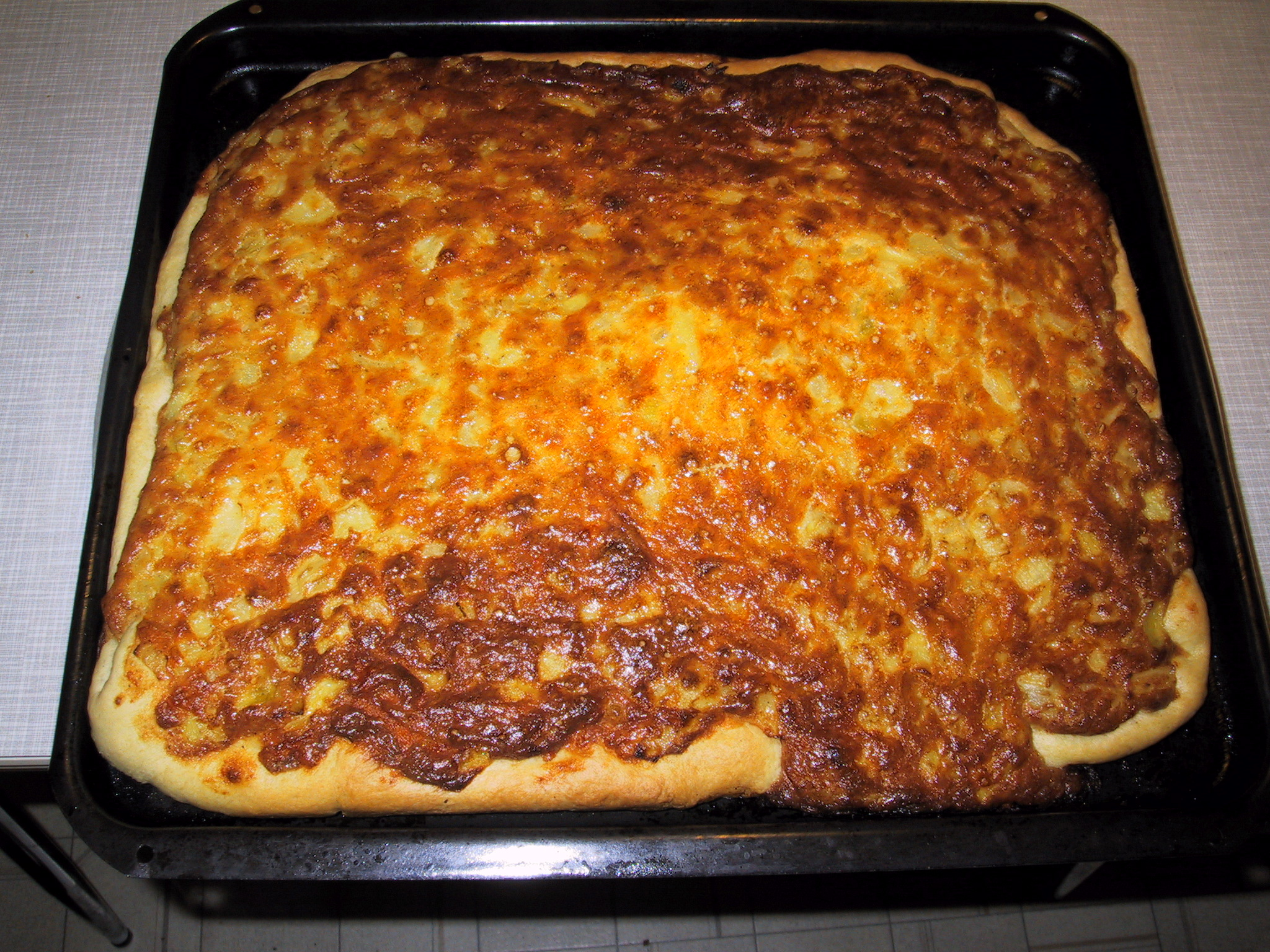
Käsefladen

Eine Käsewähe, auch Käsekuchen oder Käseküchlein, ist ein Gebäck aus der Schweiz und Vorarlberg.

## Beschreibung
Wähe in der Schweiz beziehungsweise Fladen in Vorarlberg bezeichnen ein flaches, oft rundes Gebäck mit niederem Rand, das mit geriebenem Käse oder häufiger mit Früchten und einem Guss belegt ist. Diese Speisen sind in einzelnen Gegenden der Schweiz unter verschiedenen Namen bekannt, wobei der Begriff „Wähe“ in der ganzen Deutschschweiz verstanden wird. In der französischsprachigen Schweiz werden Käsewähen als gâteau au fromage und Früchtewähen als gâteaux aux fruits bezeichnet.
Eine Käsewähe oder ein Käsefladen besteht aus einem Kuchenteig (aus Mehl, Salz, Butter, manchmal mit Milch oder Rahm, selten mit Ei), einem Belag aus geriebenem Hartkäse und einem Guss aus Rahm, Milch, Mehl oder Maizena und Eiern. Als Käse werden meist Emmentaler, Appenzeller, Greyerzer, Sbrinz oder Käse-Mischungen verwendet. Gewürzt wird mit Salz, Pfeffer und Muskatnuss. Manchmal werden auch Zwiebeln oder Speck beigegeben. Käsekuchen werden heiß gegessen.

## Verbreitung

### Schweiz

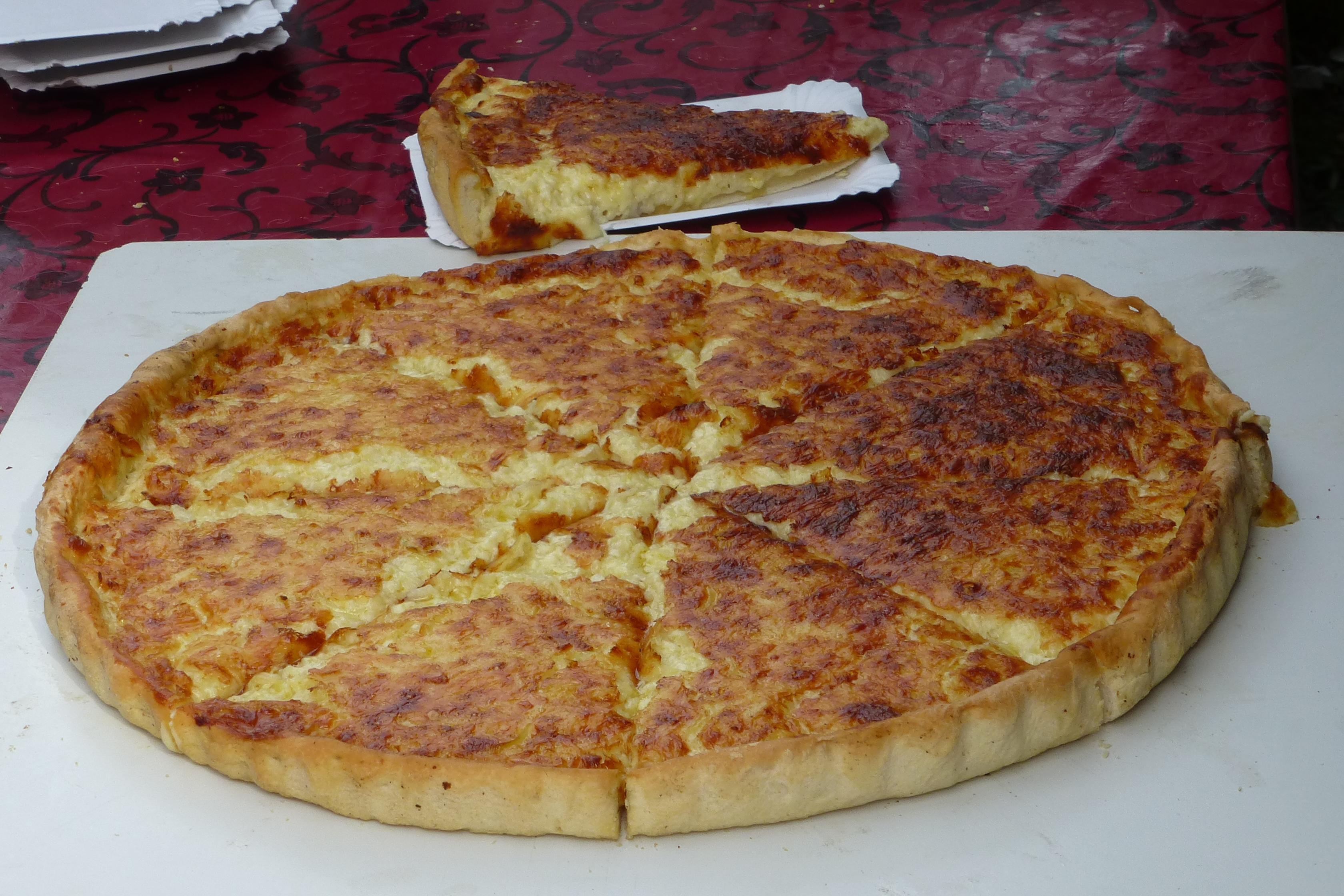
Käsewähen werden meistens auf runden Blechen gebacken und nachher in einzelne Stücke zerschnitten.

Käsekuchen gehört in der Schweiz zu den beliebtesten Wähen. Er wird ganzjährig in praktisch jeder Bäckerei angeboten und in der Regel stückweise verkauft.
Traditionellerweise werden Käsekuchen und Zwiebelkuchen an der Basler Fasnacht und am Berner Zwiebelmarkt sowie anderen Herbstmärkten gegessen. Im Berner Oberland ist auch ein Brauch bekannt, Käsekuchen nach der Fastenzeit am Ostermontag zu essen. In katholisch geprägten Regionen der Schweiz wird der Käsekuchen wie auch die süßen Wähen traditionellerweise von den Bäckereien jeweils am Freitag angeboten.
Eine nationale Untersuchung über das Schweizer Alltagsleben in den 1930er-Jahren zeigte, dass damals noch in den Regionen mit Viehwirtschaft vor allem Käse- oder Rahmfladen vorherrschten, in den Obstbaugebieten hingegen Früchtefläden.

### Vorarlberg

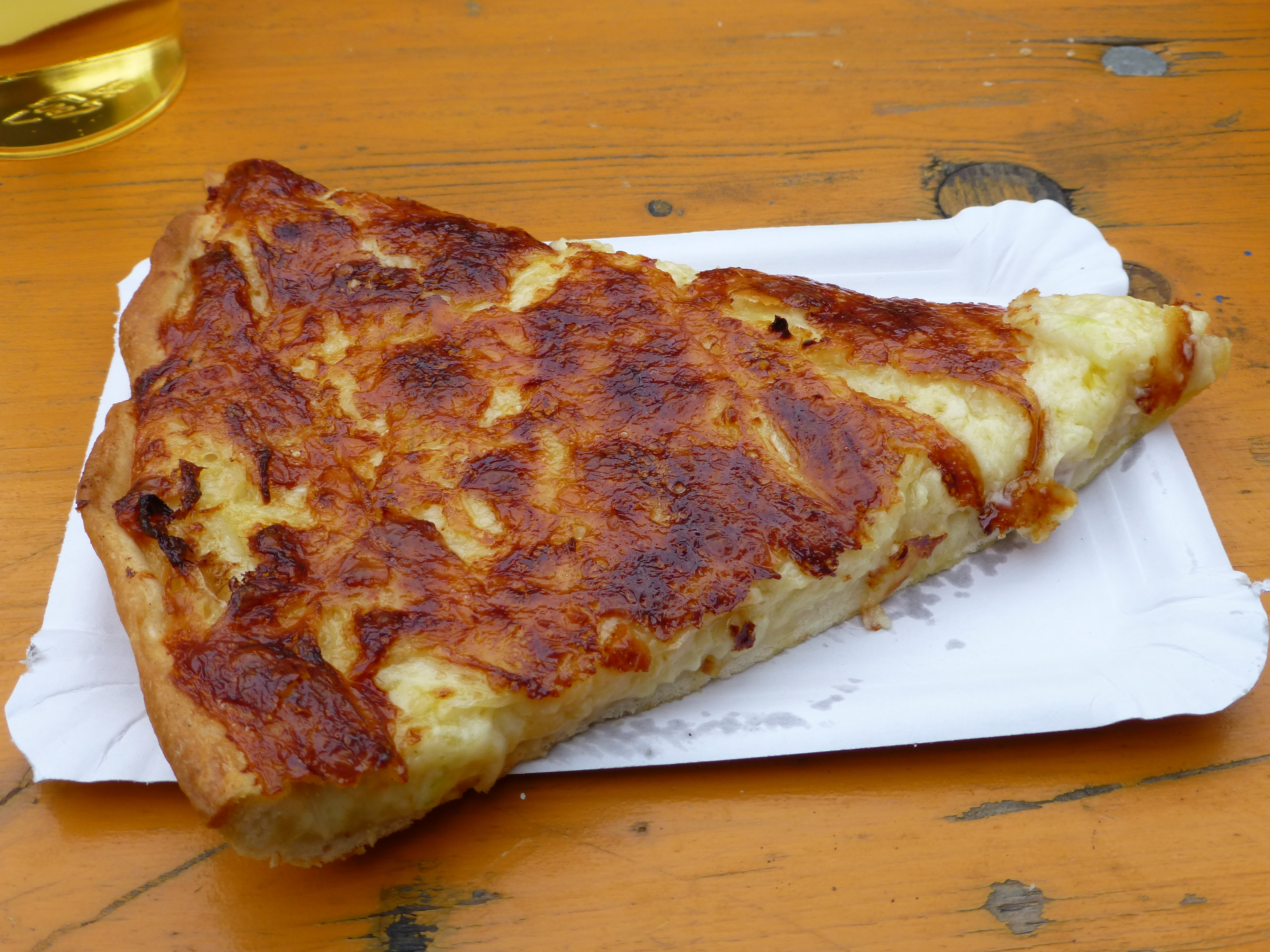
Eine „Käsdönnölö“, wie sie von den Lustenauer Bäckereien vor allem anlässlich der „Kilbi“ verkauft werden

Käsdönnala (Einzahl: Käsdönnölö, auch Lustenauer Käsfladen) ist eine Art des Käsefladens aus Lustenau. Er gilt dort als besondere Spezialität, obwohl das Rezept aus der Schweiz stammt. Bei der Lustenauer Kilbi werden die Käsdönnala in großen Mengen von den lokalen Bäckern hergestellt.
Der Teig wird aus Mehl, Hefe und Öl zubereitet. Die Auflage wird aus geriebenem Rheintaler Käse (einer sehr würzigen Vorarlberger Käsespezialität), Margarine oder weicher Butter, fein gehackten Zwiebeln, Eiern und etwas Milch verrührt. Diese Masse wird mit Salz, Pfeffer und Muskat gewürzt. Der Teig wird, nachdem er aufgegangen ist, ausgerollt und dann mit der Masse bestrichen, danach in einem vorgeheizten Backrohr goldbraun gebacken.

## Ähnliche Gerichte
Kleine runde Käseküchlein mit etwa 10 Zentimeter Durchmesser werden im Dialekt in der ganzen deutschsprachigen Schweiz als Chäs-/Käschüechli bezeichnet.
Die Quiche ist ein ähnliches Gericht. Unterschiedlich ist der Teig, bei der Quiche ein Mürbeteig, und auch der Belag beinhaltet unterschiedliche Zutaten.
Der in Deutschland als Käsekuchen bekannte süße Kuchen aus Frischkäse wird in der Schweiz Quarkkuchen oder Quarktorte genannt.